# Com Truise
Com Truise é o nome artístico de Seth Haley, um músico originalmente de Oneida, Nova Iorque, atualmente de Princeton, Nova Jérsei. O nome é uma antístrofe de Tom Cruise. Originalmente diretor de arte, pediu demissão antes do primeiro lançamento como Com Truise. Antes disso Haley foi DJ de Drum N' Bass, tendo posteriormente adquirido o estilo oitentista que possui atualmente.
A sua música fortemente sintetizada, influenciada pelos estilos dos anos 80, surgiu pela primeira vez no EP Cyanide Sisters, inicialmente disponibilizado para download gratuito pela editora AMDISCS, sendo relançado digitalmente pela Ghostly International. Um dos seus remixes integrou o álbum Tron: Legacy Reconfigured pouco depois. Em junho de 2011 ele lançou seu primeiro álbum, Galactic Melt.

## Discografia
- Galactic Melt (2011)
- Iteration (2017)
- Persuation System (2019)